# 張志豪 (1981年)
張志豪（1981年8月24日—），臺灣政治人物，民主進步黨籍，出生於花蓮縣，現任民進黨組織推廣部主任。曾任第3屆新北市議會議員、新北市議會民進黨黨團幹事長、書記長、民進黨中央評議委員、民進黨發言人、民進黨新聞輿情部政務副主任、新北市小英之友會副秘書長、綠色和平電台主持人。

## 早年生涯
張志豪出生於花蓮縣，四歲隨父母親至新北市中和區定居至今。求學時期於當地積穗國小、積穗國中就讀。四海工專（改制為今宏國德霖科技大學）土木系畢業後，就讀健行科技大學土木系至畢業。陸續取得淡江大學中國大陸研究所碩士、國立臺灣大學國家發展研究所碩士學位。
退伍後不久進入民主進步黨，從事十幾年的幕僚工作，從文宣部基層黨工做起。曾擔任蔡英文的新聞秘書，一路隨同蔡英文征戰2010年新北市市長以及2012年和2016年的總統大選。另外，張志豪也曾擔任過立法委員趙永清、蕭美琴國會助理，並擔綱綠色和平電台主持人迄今。

## 政治生涯

### 新北市議員
2017年10月，張志豪辭去民進黨發言人，宣布投入新北市議員選舉；2018年3月民進黨市議員黨內初選，以33.81%取得提名，年底當選第三屆新北市議員，隨即與立委江永昌成立聯合服務處；2022年5月，民進黨新北市黨部公布中和區議員初選民調，張志豪以32.18%通過初選，但年底爭取連任失敗。

### 民進黨黨職
2024年1月22日，張志豪由民進黨新聞輿情部主任調任組織推廣部主任。

## 選舉紀錄
| 年度 | 選舉屆數             | 選舉區           | 所屬政黨   | 得票數 | 得票率 | 當選標記 | 備註 |
| ---- | -------------------- | ---------------- | ---------- | ------ | ------ | -------- | ---- |
| 2018 | 第三屆新北市議員選舉 | 新北市第五選舉區 | 民主進步黨 | 22,515 | 10.43% |          |      |
| 2022 | 第四屆新北市議員選舉 | 新北市第六選舉區 | 民主進步黨 | 16,625 | 8.53%  |          |      |

## 外部連結
- 張志豪的Facebook專頁
- 新北市議員張志豪問政頻道 （页面存档备份，存于）